# Rybník (okres Ústí nad Orlicí)
Rybník (německy Rybnik) je obec, která se nachází v okrese Ústí nad Orlicí v Pardubickém kraji. Na území 1 113 ha žije 842 obyvatel obce.
Obec je rozložena v údolí podél řeky Třebovky k hranicím s Českou Třebovou a tím zakončuje konurbaci Třebová - Ústí. Hranice katastrálního území se sousedící Českou Třebovou protíná seřaďovací nádraží, jehož významná část včetně lokomotivního depa tak leží vlastně v Rybníku.
V obci stojí kostel Rozeslání svatých apoštolů.

## Historie
První písemná zmínka o obci pochází z roku 1292.

## Pamětihodnosti
- Krucifix uprostřed vesnice
- Sousoší Kalvárie u kostela (z r. 1881 opravená v roce 1998 (vpravo od vchodu), z r. 1901 (vlevo od vchodu))
- Venkovská usedlost čp. 57
- Lípa v Rybníku – památný strom, na severním okraji obce u č. p. 11 (49°53′32″ s. š., 16°28′27″ v. d.)